# 청-네팔 전쟁
청-네팔 전쟁(Sino-Nepalese War)은 구르카 전쟁(campaign of Gorkha, 廓爾喀之役)으로도 알려져있으며, 18세기에 네팔 왕국이 청 치하 티베트를 침공한 것이 원인이 되어, 청나라와 네팔 왕국 사이에서 일어난 전쟁이다.

## 배경
네팔의 말라 왕조(Malla dynasty)는 카트만두 계곡에서 1201년 ~ 1779년까지 네팔을 통치했는데, 티베트는 말라 왕조 시대부터 네팔의 은화를 사용해왔다. 고르카 왕국(Gorkha Kingdom)의 프리트비 나라얀 샤(Prithvi Narayan Shah)는 통일전쟁을 수행하면서, 카트만두 계곡 일대를 경제적으로 봉쇄해버렸다. 카트만두의 자야 프라카시 말라(Jaya Prakash Malla) 왕은 경제 위기에 직면하게 되었고, 구리와 납 섞은 만든 저급의 은화를 유통시켰다.
1769년 프리트비 나라얀 샤가 성공적으로 카트만두 계곡을 정복하고, 샤 왕조(Shah dynasty)를 개창하여 네팔을 통치하면서 다시 순은으로 은화를 주조하기 시작했다. 하지만 이미 네팔이 주조한 은화에 대한 신뢰도는 떨어져버린 뒤였다. 티베트 사람들은 저급 은화를 순은화로 바꾸어 줄 것을 요구했다. 하지만 저급은화는 프리트비 나라얀 샤가 발생시킨 문제가 아니었고, 또한 이를 순은화로 바꾸어주는 것은 나라에 막대한 재정적 부담을 줄 수밖에 없었다. 그래서 프리트비 나라얀 샤는 저급은화를 순은화로 바꾸어 주지는 않았지만, 새로 주조한 은화에 대해서는 기꺼이 순수성을 보증해줬다. 그래서 시장에서 순은화와 저급은화라는 두 종류의 은화가 동시에 유통되게 되었다. 1775년 프리트비 나라얀 샤가 갑자기 사망하자, 이 문제는 후임 통치자들에게 넘어가게 되었다.
1778년 프리트비 나라얀 샤의 막내 아들인 바하두르 샤(Prince Bahadur Shah of Nepal)는 새로운 왕인 라나 바하두르 샤(Rana Bahadur Shah)의 삼촌으로써 섭정을 하고 있었다. 그는 티베트가 은화 교환을 요구하면서, 네팔을 침공할 수 있다고 소문을 퍼뜨리기 시작했다. 이 때문에 티베트에 있는 네팔 상인들은 괴롭힘을 당할 수밖에 없었다.
이러한 갈등 상황에서, 티베트에서 종교와 정치갈등으로 10대 샤마르파 라마(Shamarpa Lama)인 미팜 초드럽 얌쵸(Mipam Chödrup Gyamtso)와 그의 추종자 14명이 티베트를 탈출했는데, 네팔은 이들을 받아들여 주었다.
여기에 더해, 네팔은 모든 소금을 티베트에 의존하고 있었는데, 티베트는 질이 낮은 소금을 네팔에 공급하여 문제가 되었다. 또한 소금에 흙을 섞거나, 네팔의 상품에 임의로 세금까지 부과하였다. 이에 네팔은 정말로 티베트 침략을 고려하기 시작하였다.
네팔쪽 기록을 보면, 섭정왕 바하두르 샤(Prince Bahadur Shah of Nepal)는 티베트에 사신을 보내 화폐문제 등을 해결하고 새로운 무역협정을 체결하려 했다고 한다. 티베트가 이를 무례하게 거부하였지만, 섭정 바하두르 샤는 구르카에게 무력을 사용하지 말라고 타일렀다고 한다. 하지만 티베트가 2번째 사신을 구금까지 해버리자 분노하면서 침략을 결정했다고 한다.
네팔은 티베트와의 갈등을 좋은 기회로 보았다. 이를 구실로 삼아, 영토를 확장하고 부유한 티베트 사원을 약탈하기 위하여, 티베트에 대한 공격을 준비하기 시작했다.

### 네팔과 티베트 사람들의 초상화

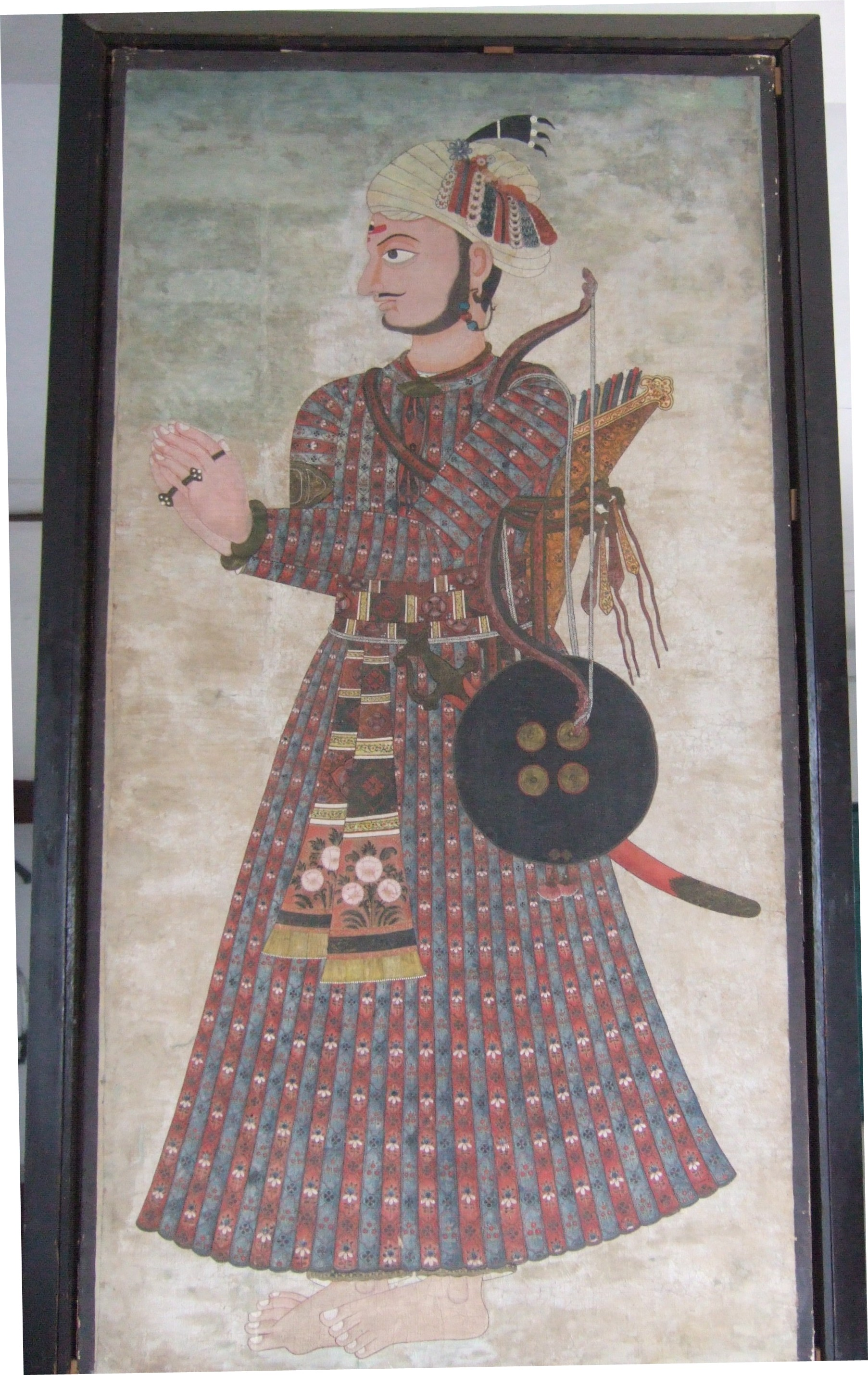
네팔 말라왕조의 자야 프라카시 말라(Jaya Prakash Malla)
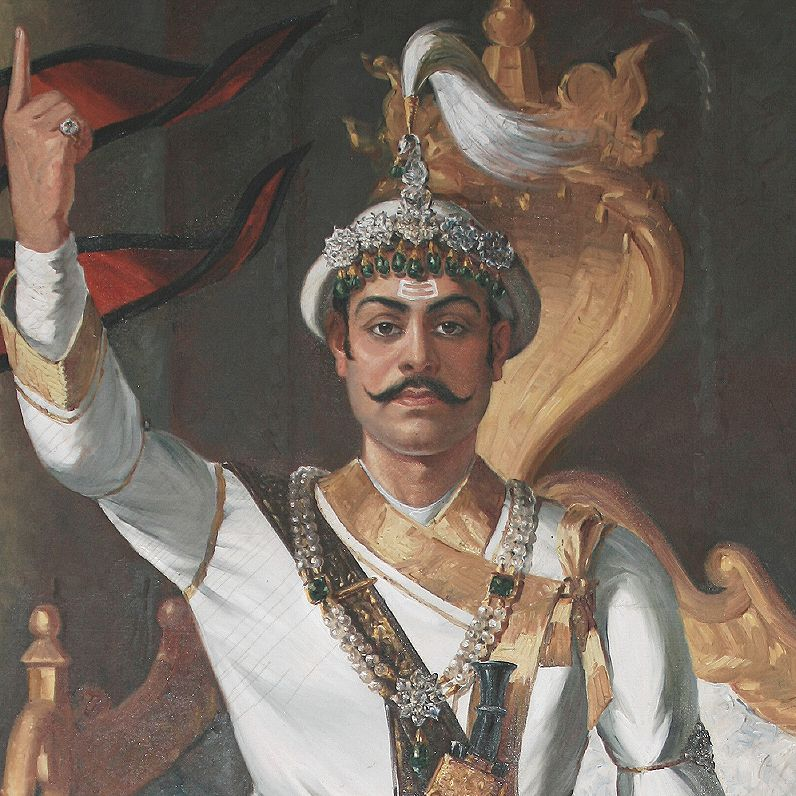
네팔 샤왕조의 개창자 프리트비 나라얀 샤(Prithvi Narayan Shah)
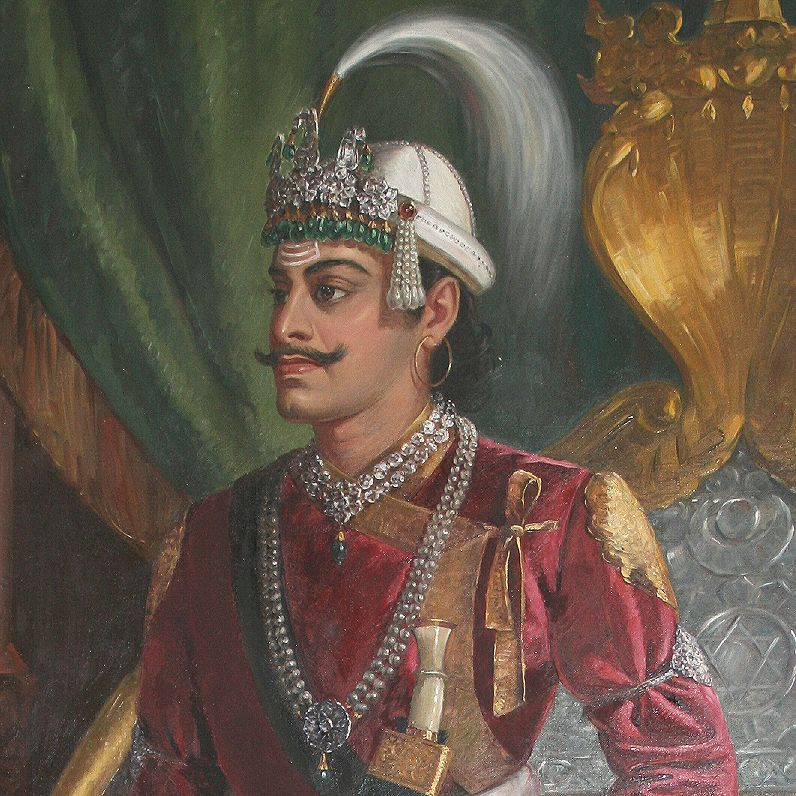
프리트비 나라얀 샤(Prithvi Narayan Shah)의 첫째 아들인 프라탑 싱 샤(Pratap Singh Shah). 재위 36개월 만에 죽고, 2살 아들인 라나 바하두르 샤(Rana Bahadur Shah)에게 왕위를 물려준다.
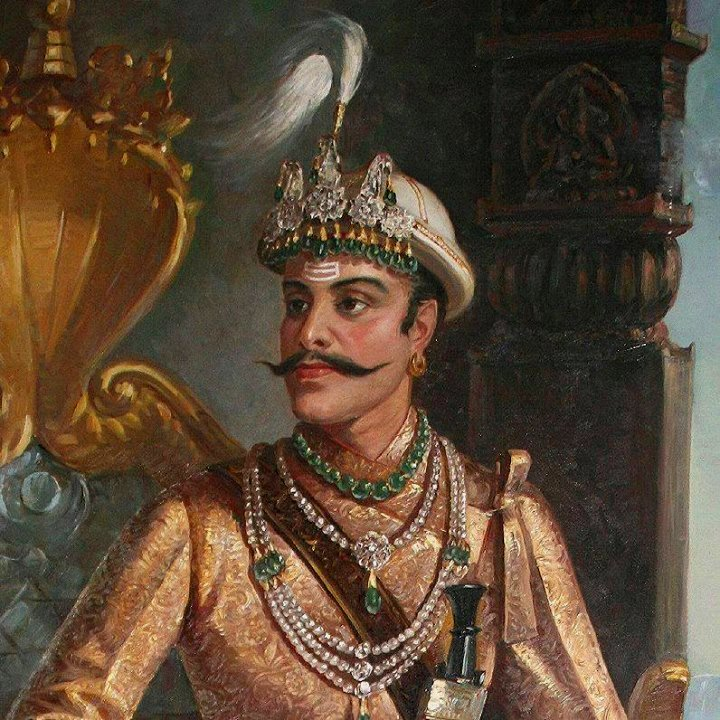
라나 바하두르 샤(Rana Bahadur Shah)
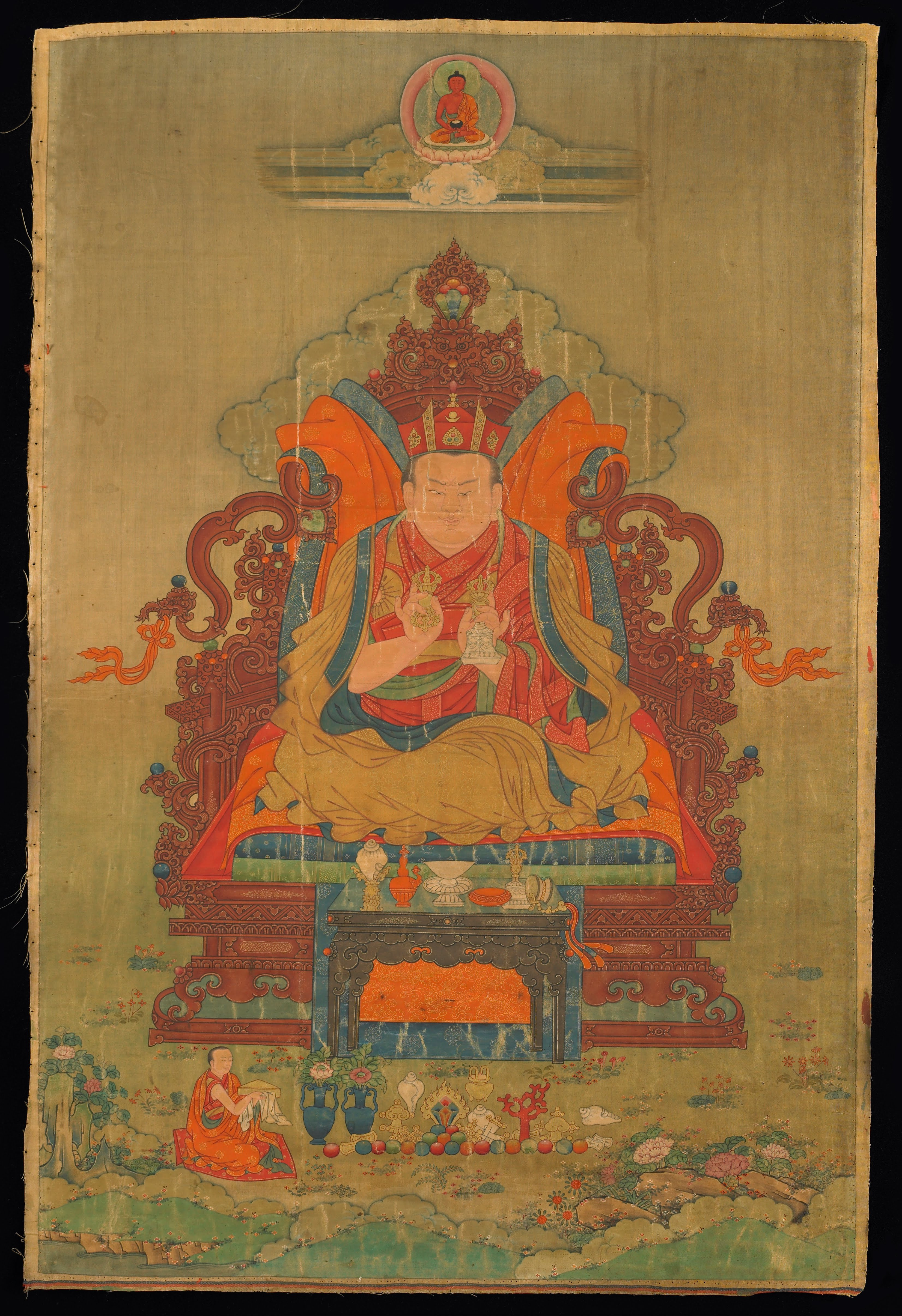
10대 샤마르파 라마(Shamarpa Lama)인 미팜 초드럽 얌쵸(Mipam Chödrup Gyamtso)

## 네팔의 첫 번째 티베트 침략

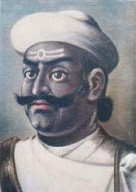
네팔의 1대 무크티야르(Mukhtiyar, 재상)인 다모다르 판데(Damodar Pande). 18세기 그림.

1788년 6월 섭정왕 바하두르 샤(Prince Bahadur Shah of Nepal)는 다모다르 판데(Damodar Pande)와 밤 샤(Bam Shah)를 공동지휘관으로 삼은 후에 구르카 군대를 이끌어 티베트를 침공하도록 했다.

### 전황
구르카 부대는 쿠티(Kuti)를 통해서 티베트로 진입하였고, 410km를 행군하여 타실훈포(Tashilhunpo)에 이르렀다. 시카르종(Shikarjong)에서 치열한 전투가 벌어졌고, 티베트는 크게 패하고 말았다.
1788년 6월 하순 상황을 보면, 섭락목종(聶拉木宗, 현재 티베트 자치구 르카쩌 지구 녜라무현)과 제롱종(濟嚨宗, 현재 티베트 자치구 르카쩌 지구 지룽현 일대)은 함락되었고, 종객종(宗喀宗, 현재 티베트 자치구 르카쩌시 딩르현)과 협갈이종(脅噶爾宗, 현재 티베트 자치구 르카쩌 지구 지룽현 일대)은 포위된 상태였다.

### 티베트의 대응

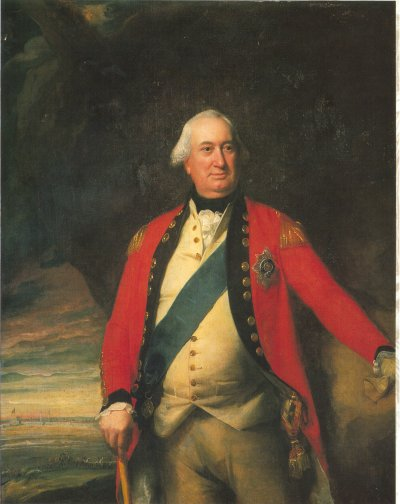
인도총독 찰스 콘윌리스 후작

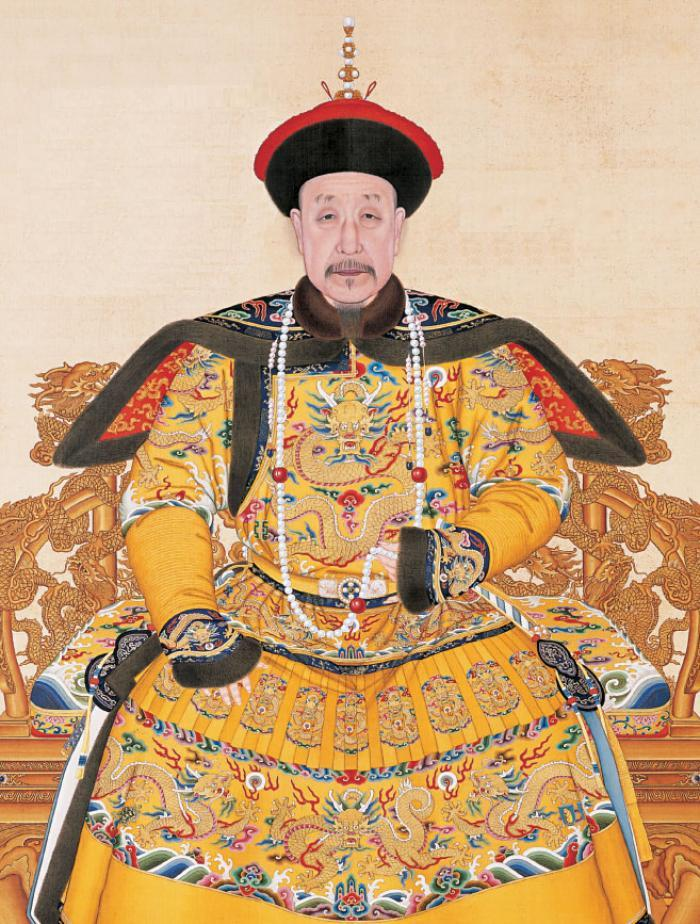
청나라 건륭제

그러자 7대 판첸 라마(Panchen Lama)는 청나라와 영국 동인도회사에 도움을 요청했다.
인도총독 제1대 콘월리스 후작 찰스 콘월리스가 말하길, 영국은 네팔과 갈등을 빚은 일이 없고, 영국군을 파견하는 데는 많은 비용이 들며, 영국이 개입하면 청나라가 불만을 가질 것이라고 했다. 하지만, 네팔을 돕지 않겠다는 것에는 동의했다.
1788년 7월 하순, 청나라의 건륭제는 허베이성 청더시 피서산장에 있었다. 티베트의 도움 요청이 있긴 했지만, 경린(慶麟)과 아만태(雅滿泰)가 올린 긴급 보고 또한 받았다. 이들은 녹영(綠營)과 몽고병사 수가 적어서 잘 훈련된 구르카군에게 대응하기 어려웠다고 했다. 이에, 건륭제는 성도장군(成都將軍) 악휘(鄂輝)에게 3,000명의 병력을 이끌고 티베트로 가서 도우라고 지시했다. 한편, 사천제독(四川提督) 성덕(成德)은 선봉대를 이끌고 티베트로 들어갔다. 9월 건륭제는 티베트어에 능한 이번원 시랑(侍郎) 파충(巴忠)을 흠차(欽差)로 삼고, 어전시위(御前侍衛)라는 직함을 내렸다. 그래서 악휘(鄂輝), 성덕(成德)과 함께 티베트 문제를 공동협상하라고 하였다.
그러자 판첸 라마(Panchen Lama)와 사키아 라마(Sakya Lama)는 악휘(鄂輝)와 파충(巴忠) 등이 오기 전에, 빨리 전쟁을 끝내고 싶어했다. 티베트는 네팔에게 비밀협상을 제안했다. 10월 18일 섭랍목(聶拉木, 현재 녜라무현)에서 경린(慶麟), 아만태(雅滿泰), 달라이 라마(達賴喇嘛), 보국공(輔國公) 반제달균(班第達均)이 강화에 동의했다.

### 청나라의 대응
한편, 1788년 9월 8일에 청나라의 선봉대인 성덕(成德)은 일객측(日喀則, 현재 티베트 자치구 르카쩌시)에 주둔하고 있었다. 9월 13일에 건륭제는 경린(慶麟)과 아만태(雅滿泰)를 직위에서 해임하라는 칙령을 내렸다. 성덕(成德)은 임시로 전체 티베트군을 통솔하게 되었고, 악휘(鄂輝)와 파충(巴忠)이 오는 것을 기다렸다. 11월 5일에 악휘(鄂輝)는 달랍살(達拉薩)에 도착했고, 같은 날 성덕(成德)은 저협갈이(抵脅噶爾)로 나아갔다.

### 케룽 조약(Treaty of Kerung)

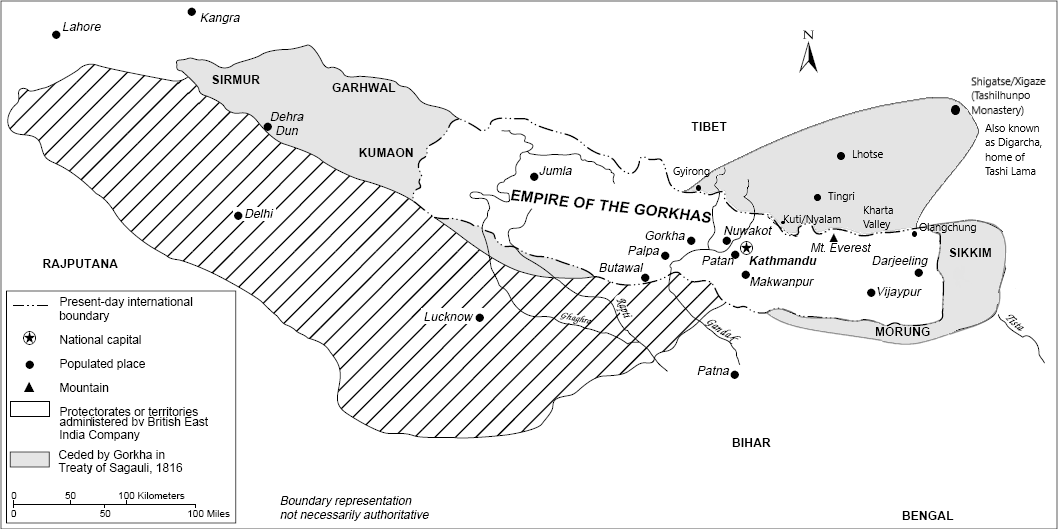
네팔이 1차 티베트 침략으로 확장한 영토

1789년 초 키루(Khiru, 基魯)에서 네팔과 티베트는 평화회담을 가졌다. 티베트는 분쟁을 일으킨 책임을 지고, 전쟁에서 발생한 손실을 보상하기로 하였다. 티베트는 매년 50,001 네팔루피(Rs.)를 배상금으로 바치기로 했고, 네팔은 전쟁에서 획득한 영토를 돌려주기로 했다.
네팔은 케룽(Kerung), 쿠티(Kuti), 롱가(Longa), 준가(Jhunga), 팔락(Falak)을 돌려주고 티베트를 떠났다. 하지만 티베트가 1년이 다 지나가도 배상금을 납부하지 않자, 다시 전쟁이 시작되었다.

## 네팔의 두 번째 티베트 침략
1791년 섭정왕 바하두르 샤(Prince Bahadur Shah of Nepal)는 군대를 일으켜서, 아비만 싱 바스네트(Abhiman Singh Basnet)를 케룽(Kerung)으로 보내고, 다모다르 판데(Damodar Pande)를 쿠티(Kuti)로 보냈다.
다모다르 판데는 디가르차(Digarcha)를 공격하여, 사원의 재산을 약탈했다. 또한, 라싸(Lhasa)의 장관인 도렌 카지(Dhoren Kazi)를 납치하여 네팔로 돌아가버렸다.

### 청나라의 대응
건륭제(乾隆帝)는 이 소식을 듣고 복강안(福康安)을 지휘관으로 삼아서 10,000명의 군대를 파견했다. 복강안은 60여일 만에 2,000km를 이동하여 라싸에 도착했다. 청나라는 네팔에 망명한 10대 샤마르파 라마(Shamarpa Lama)인 미팜 초드럽 얌쵸(Mipam Chödrup Gyamtso)를 다시 티베트로 보내라고 했지만, 네팔은 이를 거부하였다.
청나라 군대는 트리슐리강(Trishuli River)의 둑을 따라서 이동하여, 누와콧(Nuwakot)에 이르렀다. 네팔은 방어를 하려고 했고, 청나라의 압도적인 공격이 시작되었다. 양측 모두 큰 피해를 입었지만, 청나라군은 구르카 군대를 네팔의 수도 카트만두 안쪽 언덕까지 밀어냈다. 그러나 다행히도 구르카 군대는 완전히 무너지지는 않았다.

### 네팔의 위기

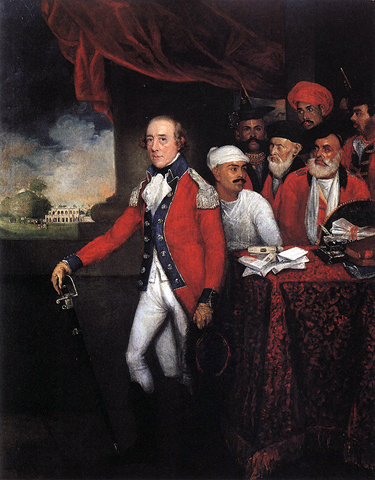
윌리엄 커크패트릭 대령(Colonel William Kirkpatrick)은 카트만두(Kathmandu)를 처음 방문한 영국인이었다.

사실 이때, 네팔은 여러 전선에서 적과 싸우고 있었다. 시킴 왕국은 동쪽 국경을 따라 침입하고 있었고, 멀리 서쪽에서는 가르왈(Garhwal)과의 전쟁이 계속되고 있었다. 또한, 네팔 안에서 독립된 영토를 유지하고 있던 아크함(Achham) 왕국, 도티(Doti) 왕국, 줌라(Jumla) 왕국이 반란까지 일으켰다.
불안해진 섭정왕 바하두르 샤는 영국 동인도회사에 대포 10문을 요청했다. 영국의 윌리엄 커크패트릭(William Kirkpatrick) 대령은 대포를 가지고 카트만두에 도착했다. 그러나 거래조건이 맞이 않아 무기거래는 무산되고 말았다.

### 네팔의 반격
청나라는 일련의 성공적인 전투로 구르카 군대 4,000명 이상을 죽였다. 청나라는 이어 누와콧(Nuwakot)의 고르칼리(Gorkhali) 궁전 근처에서 베트라와티(Betrawati) 강을 건너려고 하였는데, 몬순으로 강이 범람하여서 그렇지 못하였다. 그래서 누와콧(Nuwakot) 근처인 베트라와티(Betrawati) 강의 남쪽까지 왔다. 네팔 군대는 카트만두에서 기다리지 않기로 하고, 베트라와티(Betrawati)에서 청나라 군을 막기로 했다.
1792년 9월 19일에 청나라군은 지트푸르페디(Jitpurfedi)에서 진을 치고 숙영을 하고 있었다. 네팔군은 200명 미만의 군인을 보내서 횃불에 나무가지를 묶어서, 이를 가축의 뿔에 묶은 다음 불을 붙여 청나라 진영으로 돌진하게 하였다. 네팔군은 청나라 군대를 패배시켰지만, 그렇다고 몰아내지는 못했다.
이렇게 카트만두 근처에서 청나라군과 네팔군의 교착상태가 이어졌다. 네팔은 전선이 여러 개다 보니, 한정된 자원으로 버티기가 어려웠다.

### 베트라와티(Betrawati)에서의 대공세

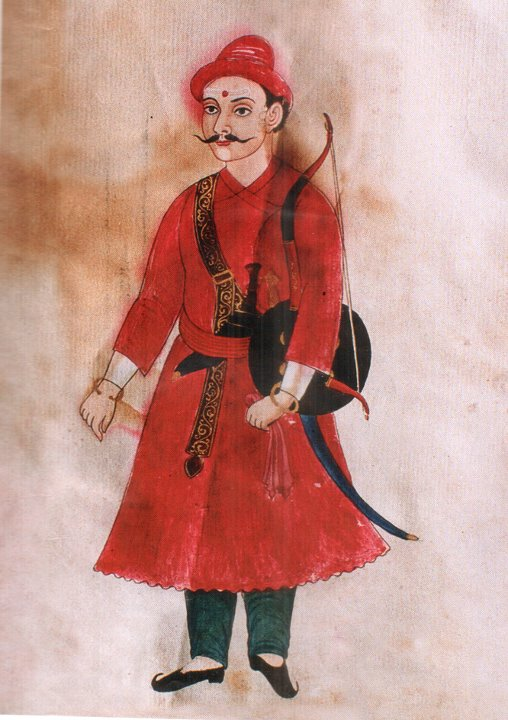
네팔의 지휘관 키르티만 싱 바스냐트

네팔력인 1849년 Bhadra Sudi 8일(1792년 9월) 째, 1만 명의 청나라군이 베트라와티(Betrawati) 강으로 진군하기 시작했다. 베트라와티(Betrawati) 강을 지나가는 곳에는 3개의 요새가 있었는데, 이름은 각각 초크데(Chokde), 두데툼코(Dudethumko), Gerkhu(게르쿠)였다. Gerkhu(게르쿠) 요새의 지휘관은 키르티만 싱 바스냐트(Kirtiman Singh Basnyat)였고, 초크데(Chokde) 요새의 지휘관은  다모다르 판데(Damodar Pande)였다.
3개의 모든 요새에서 처절한 전투가 시작되었다. 네팔군의 강력한 저항으로 청나라군은 베트라와티(Betrawati) 강으로 후퇴하기 시작했다. 베트라와티(Betrawati) 다리에서는, 청나라 장군인 퉁 티양(Tung Thyang)이 심각한 부상을 입고 후퇴하는 군인들을 처벌하여 죽여버렸다. 베트라와티(Betrawati) 강을 넘어 후퇴한 청나라 장교 2명의 코를 잘라버리기도 했다. 청나라 장군의 행동은 사기를 저하시켜 버렸고, 병사들은 다른 길로 후퇴하거나 탈영해버렸다. 많은 청나라군이 언덕에서 강으로 뛰어내리거나, 네팔의 총알이나 화살을 맞고 죽어갔다.
이 과정에서 청나라군 1,000명 ~ 1,200명이 사망했다. 청나라 장군 퉁 티양(Tung Thyang)은 공격을 포기하고, 네팔 정부와 평화조약을 체결하고 싶다고 편지를 보냈다. 네팔 정부는 청나라 황제와 조약을 체결하기로 결정하였다. 라나 바하두르 샤(Rana Bahadur Shah)는 네팔력인 1849년 Bhadra Sudi 13일(1792년 9월)에다모다르 판데(Damodar Pande)에게 편지를 보내 조약을 체결하라고 하였다.

### 베트라바티(Betravati) 조약

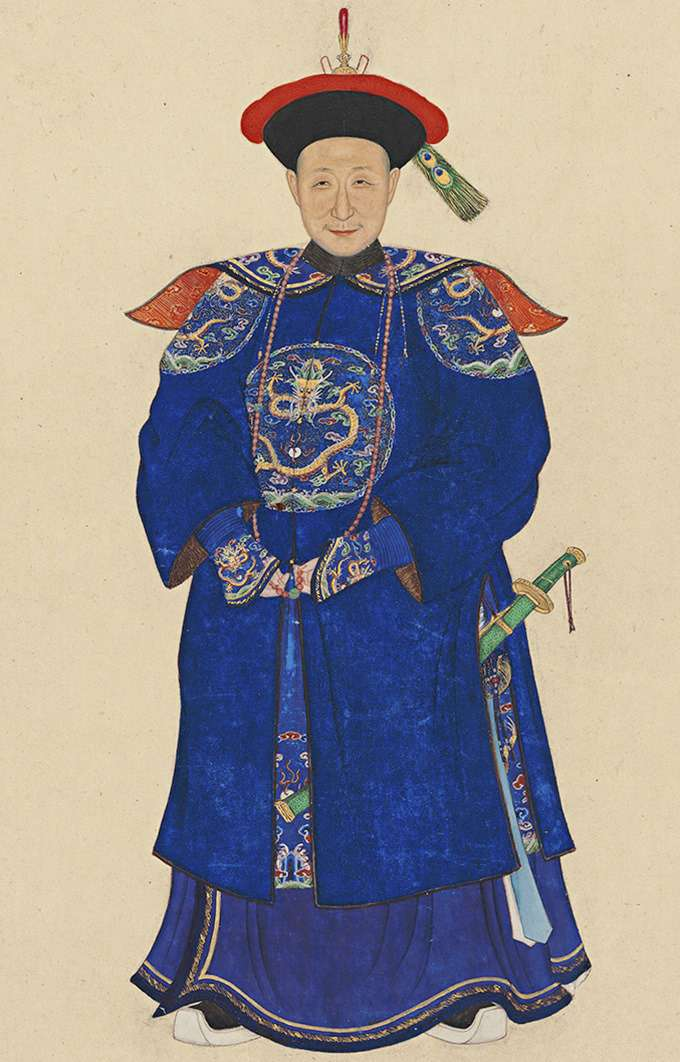
청나라의 복강안(福康安)

청나라의 복강안은 네팔에 평화조약을 위한 제안서를 보냈다. 섭정왕 바하두르 샤(Prince Bahadur Shah of Nepal)도 이 제안을 받아들였다. 그 결과, 1792년 10월 2일 베트라바티(Betravati)에서 조약을 맺었다.
1. 네팔과 티베트는 모두 청나라 황제의 종주권을 받아들인다.

2. 티베트는 라싸에서 재산을 약탈당한 네팔 상인들에게 보상금을 지급한다.

3. 네팔 국민은 티베트와 청나라의 어느 곳이든 방문하고, 교역하며, 산업을 설립할 수 있다.

4. 네팔과 티베트 사이에 분쟁이 발생하면, 양국의 요청에 따라 청나라가 개입하여 분쟁을 해결한다.

5. 청나라는 네팔이 외부침략을 당하면, 방어하여 돕는다.

6. 네팔과 티베트는 모두 5년 마다 청나라 황제에게 조공을 바치기 위한, 사신단을 파견한다.

7. 조공에 대한 보답으로 청나라 황제는 양국에 우호적인 선물을 보내, 조공 사신단을 중요한 손님으로 대접하여 모든 시설을 제공한다.

## 결과
전쟁 후, 청나라는 티베트에 대한 지배를 더욱 강화한다. 네팔은 여전히 자치권을 유지했지만, 청나라에 복종하고 5년마다 조공을 바쳐야했다. 하지만 19세기가 되고, 청나라가 쇠퇴하면서 이와 같은 관계는 유명무실해져버렸다. 사실, 청나라의 목적은 네팔의 통치가 아니라, 티베트에 대한 통제권 강화였기 때문이다.

## 갤러리
건륭제의 명령으로 그린 청-네팔 전쟁(廓爾喀之役, 구르카 전쟁)의 그림

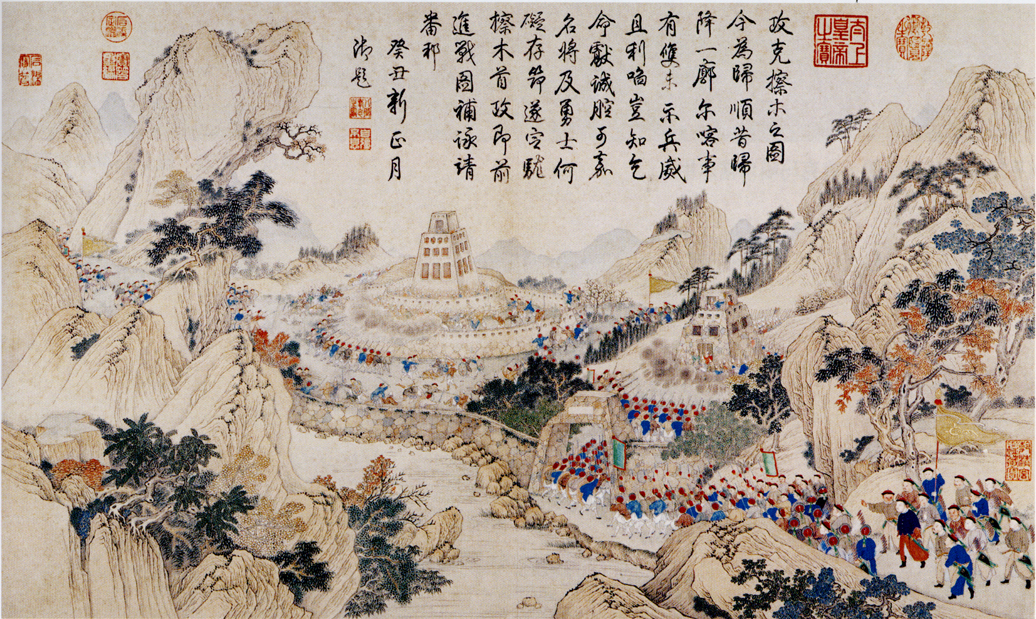
카무(Camu) 공략
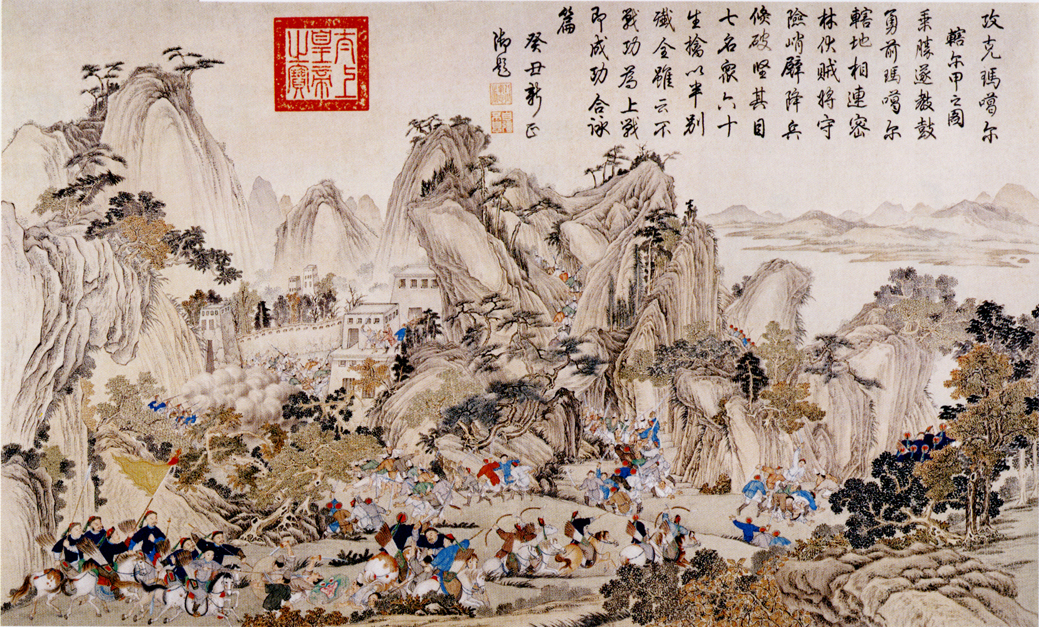
마가에르(Magaer) 공략
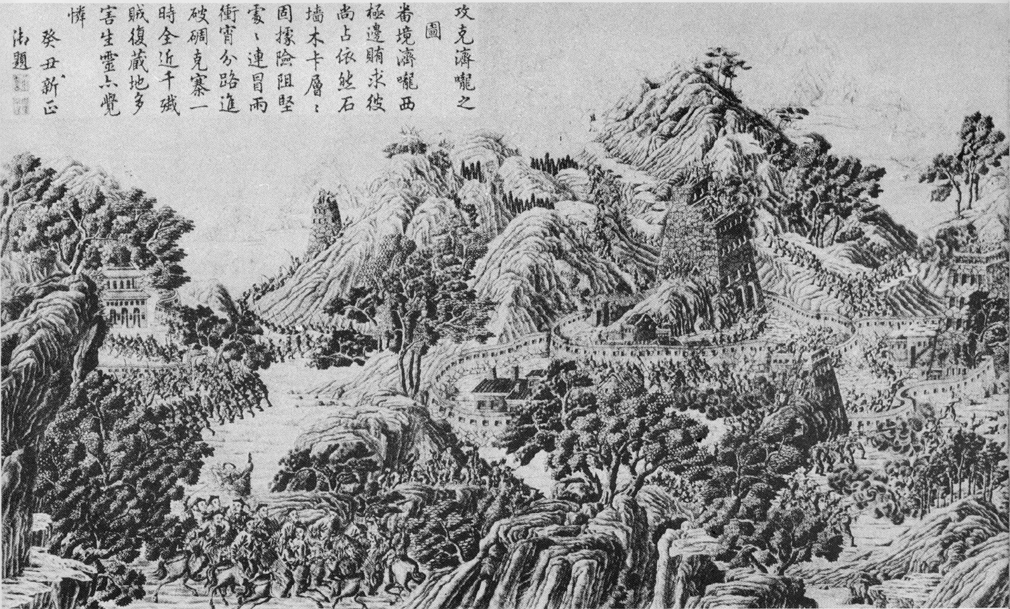
질롱(Jilong) 공략
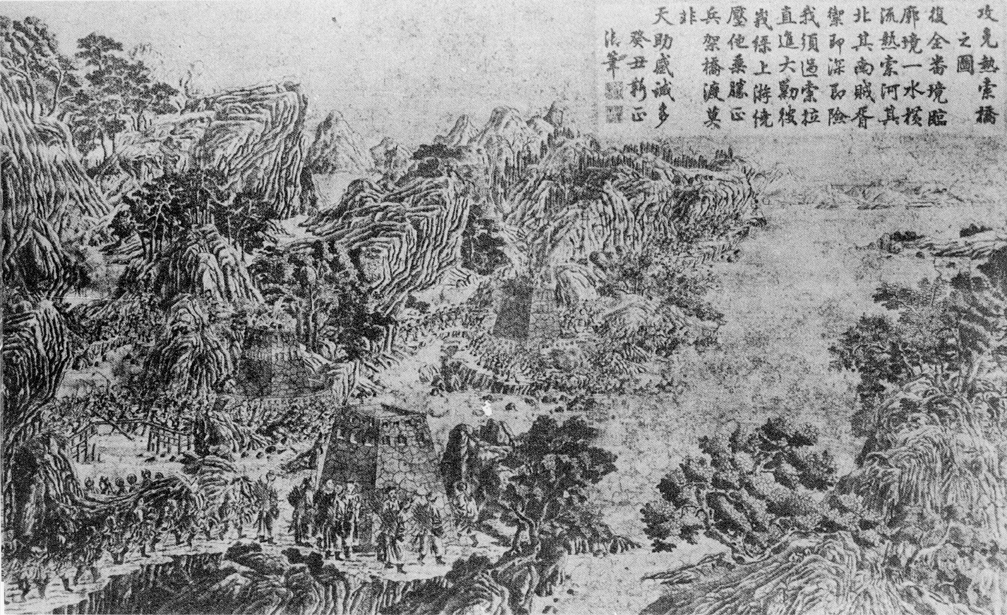
레수오키아오(Resuoqiao) 공략
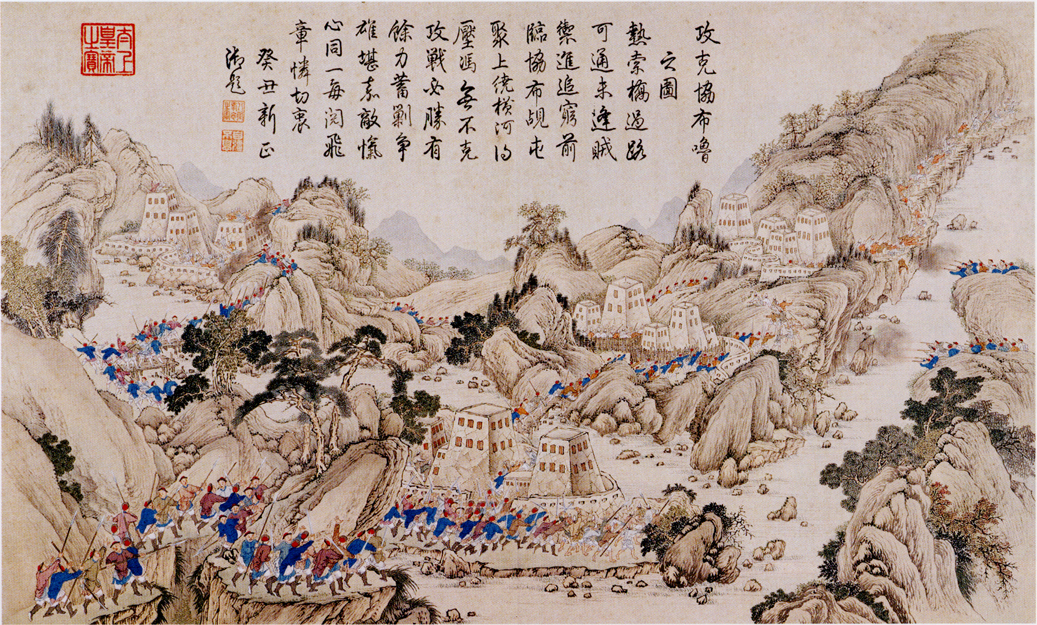
지에부루(Xiebulu) 공략
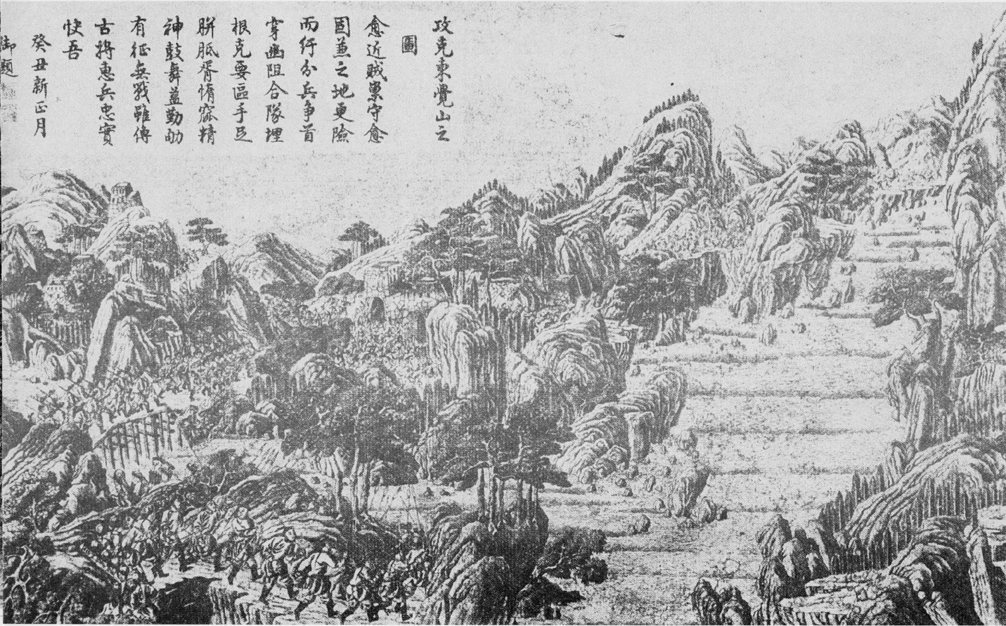
동지아오(Dongjiao) 산 전투
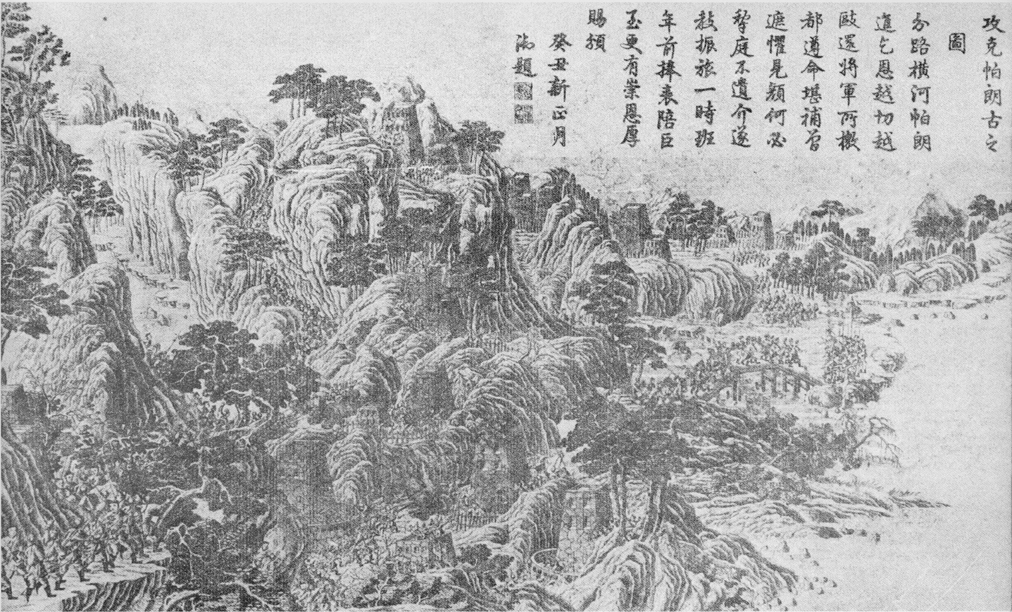
팔랑구(Palanggu) 공략(베트라와티(Betrawati) 강)
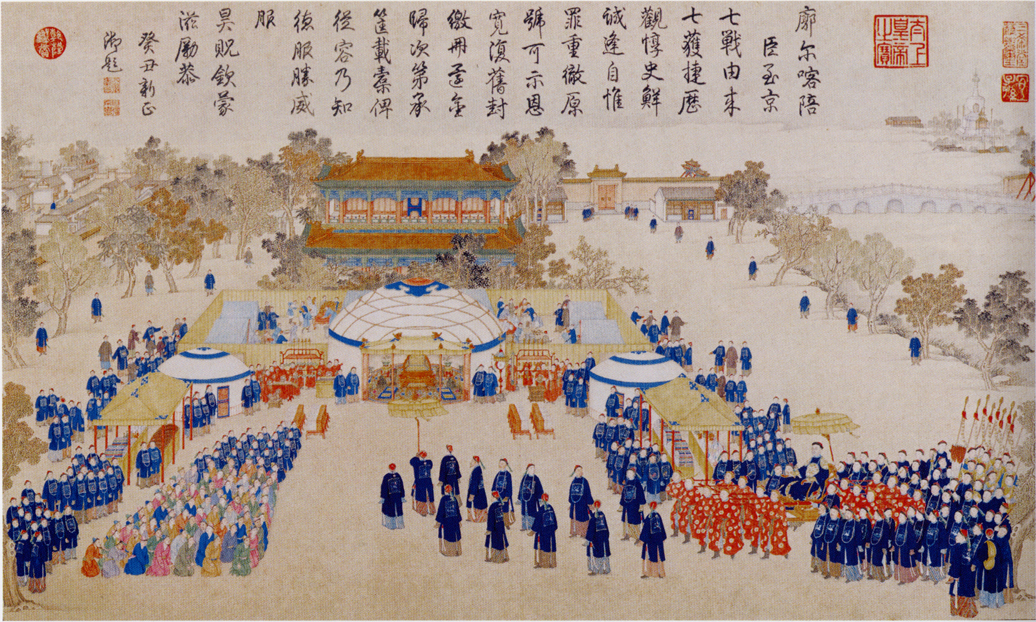
베이징 자금성 중난하이 자광각(紫光閣)에서 열린 청-네팔 전쟁의 승전연

## 같이 보기
- 청나라 치하 티베트
- 십전무공